# Designhögskola
En designhögskola är en högskola för design och grafisk formgivning. Det är en typ av konstskola.
Välrenommerade skolor finns i bland annat Kina, USA och Storbritannien. Designhögskolan i Umeå fick år 2013 pris av International Design Excellence Awards.

## Exempel
- Danmarks Designskole
- HDK
- Designskolen Kolding
- Konstfack
- Designhögskolan i Pukeberg
- Designhögskolan i Umeå
- Beckmans designhögskola